# 师大南路站
师大南路站位于中华人民共和国江西省南昌市东湖区和青山湖区交界处的北京西路和师大南路交叉口，是南昌地铁1号线的地铁车站，位于江西师范大学青山湖校区正门口；车站于2015年12月26日和1号线一同启用。

## 车站结构
站厅在地下一层，站台在地下二层为岛式站台。
车站面积为10956.4㎡，占地面积约14.44亩。

### 楼层
| 1层  | 地面               | 出入口                         |  |  |
| -1层 | 站厅               | 自动售票机、客服中心           |  |  |
| -2层 |                    | █ 1号线 往昌北机场（丁公路北） |  |  |
|      | 岛式站台，左侧开门 |                                |  |  |
|      |                    | █ 1号线 往麻丘（彭家桥）       |  |  |

### 出入口
本站共开放3个出入口，预留1个出入口。
| 编号                   | 指示         | 图片 | 建议前往的目的地                                     |
| ---------------------- | ------------ | ---- | ---------------------------------------------------- |
| 出口 · 2L              | 北京西路北侧 |      | 江西师范大学青山湖校区、文教路、际任大楼、洪都北大道 |
| 出口 · 3L · 升降机标志 | 北京西路北侧 |      | 江西师范大学青山湖校区、三建家属院、二建家属院       |
| 出口 · 4L              | 北京西路南侧 |      | 师大南路、江西师范大学附属中学青山湖校区、新魏路社区 |
| 註： 設有              |              |      |                                                      |

## 历史
- 2009年6月2日《南昌市轨道交通1号线一期工程环境影响报告书（简本）》中本站名为师大站位于北京西路与师大南路交叉口[7][8]。
- 2010年8月30日的1号线一期24个站点暂用名定为师大站[2]。
- 2010年12月15日确定将改为师大南路站[9]。
- 2012年2月25日启动交通管制，北京西路部分路段单行，同步迁移管线。[10]
- 2012年3月27日正式围挡，开始基坑支护桩施工。[11]
- 2015年9月16日确认改为文教路南站[12][13]。
- 2015年12月4日有报道称车站并未改名[14]。
- 2015年12月26日随1号线一期一同启用。